# 公正网
公正网（英語：Justia），意译也作正义网，音译作贾斯蒂亚，是一家位于美国加利福尼亚州山景城的专业从事法律信息检索的网站，于2003年创立。創立者是提姆·斯坦利（Tim Stanley）和史黛西·斯特恩（Stacy Stern）两位律师。它是世界上最大的在线法律案例数据库之一。该网站免费提供判例法（case law）、法典、意见摘要和其它基本法律文本，并为其律师名录和网络托管提供付费服务。"Justia"一词是拉丁语，意为“（主要指人）公平（equality）、公正（fair）、正义（Justice）”以及“合适的或者正确的东西”。
2007年，《纽约时报》称，公正网每月花费约“一万美元”以“复制”美国最高法院的文件并在线发布，使公众无需付费即可获得它們。